# 隨機程序的時頻分析
隨機程序（random process）代表一訊號x(t)在任意時間點的值皆可視為一隨機變數（random variable），我們無法知道一隨機程序隨時間變化的精確數值，只能藉由他的期望值（mean）和自相關函數（autocorrelation）來了解它的形態。

## 廣義的穩態
若一隨機程序的期望值為定值（m）且自相關函數只和時間差（τ=|t2-t1|）有關和絕對時間（t）無關，如下表示
{\displaystyle E[x(t)]=m}
{\displaystyle R_{xx}(t_{1},t_{2})=R_{xx}(\tau )}
則工程上定義此隨機程序為廣義的穩態（wide sence stationary, WSS）隨機程序。

## 廣義的穩態隨機程序的時頻分析

### 韋格納分布
時頻分析為一種可以觀測目標訊號任意時間的頻譜分布的工具，其中一種分析方法為韋格納分布。
{\displaystyle W_{x}(t,f)=\int _{-\infty }^{\infty }x(t+\tau /2)x^{*}(t-\tau /2)e^{-j2\pi \tau \,f}d\tau }
由於韋格納分布是利用自相關函數來取得時頻分析，若目標訊號為一廣義的穩態隨機程序時，其時頻圖的期望值剛好可以利用到
{\displaystyle R_{xx}(t_{1},t_{2})=R_{xx}(\tau )}
最後得到結果為該廣義的穩態隨機程序的能量密度頻譜（power density spectrum, PDS）
推導如下
{\displaystyle E[W_{x}(t,f)]=\int _{-\infty }^{\infty }E[x(t+\tau /2)x^{*}(t-\tau /2)]e^{-j2\pi \tau \,f}d\tau }
{\displaystyle =\int _{-\infty }^{\infty }R_{xx}(t+\tau /2,t-\tau /2)e^{-j2\pi \tau \,f}d\tau }
{\displaystyle =\int _{-\infty }^{\infty }R_{xx}(\tau )e^{-j2\pi \tau \,f}d\tau }
{\displaystyle =\int _{-\infty }^{\infty }R_{xx}(\tau )e^{-j2\pi \tau \,f}d\tau }
{\displaystyle =FT[R_{xx}(\tau )]}
{\displaystyle =S_{xx}(f)}
這結果在時頻圖上的顯示就是能量密度頻譜的值不會隨著時間軸有所改變。

### 模稜函數
另一種常用的時頻分析工具就是模稜函數（ambiguity function），和韋格納分布的差別在於韋格納分布是對τ做傅立葉轉換，而模稜函數是對t做傅立葉轉換。
廣義的穩態隨機程序的模稜函數會變成只有在η=0的時候才會有值，其餘皆為零。
推導如下
{\displaystyle E[A_{x}(\eta ,\tau )]=\int _{-\infty }^{\infty }E[x(t+\tau /2)x^{*}(t-\tau /2)]e^{-j2\pi t\eta }dt}
{\displaystyle =\int _{-\infty }^{\infty }R_{xx}(t+\tau /2,t-\tau /2)e^{-j2\pi t\eta }dt}
{\displaystyle =\int _{-\infty }^{\infty }R_{xx}(\tau )e^{-j2\pi t\eta }dt}
{\displaystyle =R_{xx}(\tau )\delta (\eta )}